# Liga Mistrzyń siatkarek (2005/2006)
Liga Mistrzyń 2005/2006 – 6. sezon Ligi Mistrzyń rozgrywanej od 2005 roku, organizowanego przez Europejską Konfederację Piłki Siatkowej (CEV) w ramach europejskich pucharów dla żeńskich klubowych zespołów siatkarskich "starego kontynentu".

## Drużyny uczestniczące
- Urałoczka NTMK Jekaterynburg
- Eczacıbaşı Stambuł
- Hotel Cantur Las Palmas
- RC Cannes
- CA Trofa
- Foppapedretti Bergamo
- Pallavolo Sirio Perugia
- Günes Vakifbank Stambuł
- Azerrail Baku
- Tenerife Marichal
- Grześki Goplana Kalisz
- Mladost Zagrzeb

## Rozgrywki

### Faza grupowa
awans do play-off
     gospodarz turnieju finałowego

#### Grupa A
Tabela
| Lp. | Drużyna                      | Pkt | Mecze | Mecze | Mecze | Sety | Sety | Sety  | Małe punkty | Małe punkty | Małe punkty |
| Lp. | Drużyna                      | Pkt | M     | W     | P     | wyg. | prz. | ratio | zdob.       | str.        | ratio       |
| --- | ---------------------------- | --- | ----- | ----- | ----- | ---- | ---- | ----- | ----------- | ----------- | ----------- |
| 1   | RC Cannes                    | 19  | 10    | 9     | 1     | 29   | 9    | 3.222 | 889         | 735         | 1.210       |
| 2   | Foppapedretti Bergamo        | 19  | 10    | 9     | 1     | 28   | 10   | 2.800 | 887         | 742         | 1.195       |
| 3   | Hotel Cantur Las Palmas      | 15  | 10    | 5     | 5     | 19   | 20   | 0.950 | 825         | 834         | 0.989       |
| 4   | Urałoczka NTMK Jekaterynburg | 14  | 10    | 4     | 6     | 16   | 18   | 0.889 | 756         | 773         | 0.978       |
| 5   | Eczacıbaşı Stambuł           | 13  | 10    | 3     | 7     | 17   | 24   | 0.708 | 871         | 933         | 0.934       |
| 6   | CA Trofa                     | 10  | 10    | 0     | 10    | 2    | 30   | 0.067 | 580         | 791         | 0.733       |

Źródło: cev.lu
Zasady ustalania kolejności: 1. liczba zdobytych punktów; 2. wyższy stosunek setów; 3. wyższy stosunek małych punktów.
Punktacja: zwycięstwo – 2 pkt; porażka – 1 pkt
Wyniki
| Data       | Drużyna 1                    | Wynik | Drużyna 2                    | Sety                              |
| ---------- | ---------------------------- | ----- | ---------------------------- | --------------------------------- |
| 18.10.2005 | Urałoczka NTMK Jekaterynburg | 0:3   | Foppapedretti Bergamo        | 21:25, 16:25, 19:25               |
| 19.10.2005 | Eczacıbaşı Stambuł           | 1:3   | RC Cannes                    | 19:25, 25:23, 15:25, 16:25        |
| 19.10.2005 | Hotel Cantur Las Palmas      | 3:0   | CA Trofa                     | 25:18, 25:17, 28:26               |
|            |                              |       |                              |                                   |
| 25.10.2005 | Hotel Cantur Las Palmas      | 3:1   | Urałoczka NTMK Jekaterynburg | 25:16, 25:20, 26:28, 25:16        |
| 26.10.2005 | Foppapedretti Bergamo        | 3:1   | Eczacıbaşı Stambuł           | 25:20, 23:25, 25:16, 25:19        |
| 27.10.2005 | CA Trofa                     | 0:3   | RC Cannes                    | 18:25, 13:25, 21:25               |
|            |                              |       |                              |                                   |
| 02.11.2005 | Eczacıbaşı Stambuł           | 2:3   | Hotel Cantur Las Palmas      | 25:20, 25:21, 23:25, 17:25, 13:15 |
| 02.11.2005 | Urałoczka NTMK Jekaterynburg | 3:0   | CA Trofa                     | 29:27, 25:18, 25:16               |
| 03.11.2005 | RC Cannes                    | 2:3   | Foppapedretti Bergamo        | 25:20, 19:25, 25:21, 24:26, 8:15  |
|            |                              |       |                              |                                   |
| 29.11.2005 | Urałoczka NTMK Jekaterynburg | 1:3   | Eczacıbaşı Stambuł           | 25:20, 20:25, 23:25, 31:33        |
| 30.11.2005 | Hotel Cantur Las Palmas      | 1:3   | RC Cannes                    | 18:25, 25:27, 25:23, 17:25        |
| 01.12.2005 | CA Trofa                     | 0:3   | Foppapedretti Bergamo        | 16:25, 14:25, 19:25               |
|            |                              |       |                              |                                   |
| 06.12.2005 | Foppapedretti Bergamo        | 3:2   | Hotel Cantur Las Palmas      | 25:23, 26:28, 23:25, 25:13, 15:8  |
| 07.12.2005 | Eczacıbaşı Stambuł           | 3:2   | CA Trofa                     | 25:23, 22:25, 25:16, 22:25, 15:11 |
| 08.12.2005 | RC Cannes                    | 3:0   | Urałoczka NTMK Jekaterynburg | 25:16, 25:17, 25:21               |
|            |                              |       |                              |                                   |
| 13.12.2005 | Urałoczka NTMK Jekaterynburg | 2:3   | RC Cannes                    | 25:19, 25:18, 22:25, 20:25, 13:15 |
| 14.12.2005 | Hotel Cantur Las Palmas      | 1:3   | Foppapedretti Bergamo        | 25:16, 17:25, 18:25, 20:25        |
| 15.12.2005 | CA Trofa                     | 0:3   | Eczacıbaşı Stambuł           | 21:25, 18:25, 20:25               |
|            |                              |       |                              |                                   |
| 20.12.2005 | Foppapedretti Bergamo        | 3:0   | CA Trofa                     | 25:15, 25:16, 25:13               |
| 21.12.2005 | Eczacıbaşı Stambuł           | 0:3   | Urałoczka NTMK Jekaterynburg | 23:25, 22:25, 21:25               |
| 21.12.2005 | RC Cannes                    | 3:0   | Hotel Cantur Las Palmas      | 25:17, 25:11, 25:20               |
|            |                              |       |                              |                                   |
| 04.01.2006 | Hotel Cantur Las Palmas      | 3:2   | Eczacıbaşı Stambuł           | 25:21, 19:25, 25:14, 19:25, 15:9  |
| 04.01.2006 | Foppapedretti Bergamo        | 1:3   | RC Cannes                    | 25:15, 21:25, 17:25, 16:25        |
| 05.01.2006 | CA Trofa                     | 0:3   | Urałoczka NTMK Jekaterynburg | 21:25, 20:25, 21:25               |
|            |                              |       |                              |                                   |
| 10.01.2006 | RC Cannes                    | 3:0   | CA Trofa                     | 25:14, 25:21, 25:16               |
| 11.01.2006 | Eczacıbaşı Stambuł           | 1:3   | Foppapedretti Bergamo        | 21:25, 21:25, 25:22, 20:25        |
| 11.01.2006 | Urałoczka NTMK Jekaterynburg | 3:0   | Hotel Cantur Las Palmas      | 25:18, 25:21, 25:13               |
|            |                              |       |                              |                                   |
| 17.01.2006 | CA Trofa                     | 0:3   | Hotel Cantur Las Palmas      | 9:25, 15:25, 17:25                |
| 17.01.2006 | Foppapedretti Bergamo        | 3:0   | Urałoczka NTMK Jekaterynburg | 25:17, 26:24, 25:17               |
| 17.01.2006 | RC Cannes                    | 3:1   | Eczacıbaşı Stambuł           | 25:13, 25:16, 21:25, 27:25        |

#### Grupa B
Tabela
| Lp. | Drużyna                 | Pkt | Mecze | Mecze | Mecze | Sety | Sety | Sety  | Małe punkty | Małe punkty | Małe punkty |
| Lp. | Drużyna                 | Pkt | M     | W     | P     | wyg. | prz. | ratio | zdob.       | str.        | ratio       |
| --- | ----------------------- | --- | ----- | ----- | ----- | ---- | ---- | ----- | ----------- | ----------- | ----------- |
| 1   | Pallavolo Sirio Perugia | 19  | 10    | 9     | 1     | 29   | 6    | 4.833 | 835         | 684         | 1.221       |
| 2   | Günes Vakifbank Stambuł | 16  | 10    | 6     | 4     | 22   | 19   | 1.158 | 927         | 861         | 1.077       |
| 3   | Azerrail Baku           | 16  | 10    | 6     | 4     | 21   | 19   | 1.105 | 869         | 872         | 0.997       |
| 4   | Tenerife Marichal       | 15  | 10    | 5     | 5     | 19   | 17   | 1.118 | 826         | 789         | 1.047       |
| 5   | Grześki Goplana Kalisz  | 14  | 10    | 4     | 6     | 20   | 21   | 0.952 | 868         | 919         | 0.945       |
| 6   | Mladost Zagrzeb         | 10  | 10    | 0     | 10    | 1    | 30   | 0.033 | 577         | 777         | 0.743       |

Źródło: cev.lu
Zasady ustalania kolejności: 1. liczba zdobytych punktów; 2. wyższy stosunek setów; 3. wyższy stosunek małych punktów.
Punktacja: zwycięstwo – 2 pkt; porażka – 1 pkt
Wyniki
| Data       | Drużyna 1               | Wynik | Drużyna 2               | Sety                              |
| ---------- | ----------------------- | ----- | ----------------------- | --------------------------------- |
| 18.10.2005 | Azerrail Baku           | 2:3   | Günes Vakifbank Stambuł | 17:25, 27:25, 28:30, 25:19, 10:15 |
| 18.10.2005 | Sirio Perugia           | 3:0   | Grześki Goplana Kalisz  | 25:23, 25:14, 25:16               |
| 19.10.2005 | Mladost Zagrzeb         | 0:3   | Tenerife Marichal       | 26:28, 18:25, 21:25               |
|            |                         |       |                         |                                   |
| 25.10.2005 | Azerrail Baku           | 3:2   | Sirio Perugia           | 14:25, 25:22, 21:25, 25:17, 15:13 |
| 26.10.2005 | Günes Vakifbank Stambuł | 3:2   | Tenerife Marichal       | 25:14, 25:22, 37:39, 20:25, 15:12 |
| 27.10.2005 | Grześki Goplana Kalisz  | 3:0   | Mladost Zagrzeb         | 29:27, 25:21, 25:15               |
|            |                         |       |                         |                                   |
| 02.11.2005 | Sirio Perugia           | 3:0   | Günes Vakifbank Stambuł | 25:14, 25:21, 25:20               |
| 03.11.2005 | Mladost Zagrzeb         | 1:3   | Azerrail Baku           | 25:20, 23:25, 18:25, 21:25        |
| 03.11.2005 | Tenerife Marichal       | 1:3   | Grześki Goplana Kalisz  | 26:24, 24:26, 18:25, 21:25        |
|            |                         |       |                         |                                   |
| 30.11.2005 | Günes Vakifbank Stambuł | 2:3   | Grześki Goplana Kalisz  | 22:25, 23:25, 25:17, 25:18, 13:15 |
| 30.11.2005 | Azerrail Baku           | 3:1   | Tenerife Marichal       | 25:23, 25:20, 10:25, 25:17        |
| 30.11.2005 | Sirio Perugia           | 3:0   | Mladost Zagrzeb         | 25:9, 25:16, 25:18                |
|            |                         |       |                         |                                   |
| 07.12.2005 | Mladost Zagrzeb         | 0:3   | Günes Vakifbank Stambuł | 21:25, 23:25, 15:25               |
| 08.12.2005 | Grześki Goplana Kalisz  | 1:3   | Azerrail Baku           | 18:25, 25:21, 22:25, 18:25        |
| 08.12.2005 | Tenerife Marichal       | 0:3   | Sirio Perugia           | 30:32, 14:25, 21:25               |
|            |                         |       |                         |                                   |
| 14.12.2005 | Günes Vakifbank Stambuł | 3:0   | Mladost Zagrzeb         | 25:19, 25:15, 25:15               |
| 14.12.2005 | Sirio Perugia           | 3:0   | Tenerife Marichal       | 25:18, 25:21, 25:22               |
| 15.12.2005 | Azerrail Baku           | 3:2   | Grześki Goplana Kalisz  | 24:26, 25:15, 23:25, 25:19, 17:15 |
|            |                         |       |                         |                                   |
| 21.12.2005 | Mladost Zagrzeb         | 0:3   | Sirio Perugia           | 19:25, 13:25, 23:25               |
| 21.12.2005 | Tenerife Marichal       | 3:0   | Azerrail Baku           | 25:19, 25:14, 25:15               |
| 22.12.2005 | Grześki Goplana Kalisz  | 2:3   | Günes Vakifbank Stambuł | 25:22, 22:25, 25:23, 14:25, 13:15 |
|            |                         |       |                         |                                   |
| 03.01.2006 | Azerrail Baku           | 3:0   | Mladost Zagrzeb         | 25:20, 25:15, 25:15               |
| 04.01.2006 | Günes Vakifbank Stambuł | 2:3   | Sirio Perugia           | 22:25, 25:17, 26:28, 25:16, 11:15 |
| 05.01.2006 | Grześki Goplana Kalisz  | 2:3   | Tenerife Marichal       | 23:25, 25:22, 25:22, 15:25, 14:16 |
|            |                         |       |                         |                                   |
| 11.01.2006 | Mladost Zagrzeb         | 0:3   | Grześki Goplana Kalisz  | 17:25, 23:25, 18:25               |
| 11.01.2006 | Tenerife Marichal       | 3:0   | Günes Vakifbank Stambuł | 26:24, 25:20, 25:18               |
| 11.01.2006 | Sirio Perugia           | 3:0   | Azerrail Baku           | 29:27, 25:19, 25:20               |
|            |                         |       |                         |                                   |
| 17.01.2006 | Günes Vakifbank Stambuł | 3:1   | Azerrail Baku           | 22:25, 25:18, 25:21, 25:19        |
| 17.01.2006 | Grześki Goplana Kalisz  | 1:3   | Sirio Perugia           | 17:25, 16:25, 25:21, 19:25        |
| 17.01.2006 | Tenerife Marichal       | 3:0   | Mladost Zagrzeb         | 25:16, 25:14, 25:18               |

### Play-off
| Data       | Drużyna 1                    | Wynik | Drużyna 2               | Sety                              |
| ---------- | ---------------------------- | ----- | ----------------------- | --------------------------------- |
| 15.02.2006 | Foppapedretti Bergamo        | 3:1   | Azerrail Baku           | 21:25, 25:15, 25:13, 25:18        |
| 23.02.2006 | Foppapedretti Bergamo        | 3:2   | Azerrail Baku           | 27:29, 22:25, 25:11, 25:22, 15:6  |
|            |                              |       |                         |                                   |
| 15.02.2006 | Günes Vakifbank Stambuł      | 3:0   | Hotel Cantur Las Palmas | 29:27, 25:17, 25:23               |
| 21.02.2006 | Günes Vakifbank Stambuł      | 2:3   | Hotel Cantur Las Palmas | 23:25, 25:23, 25:22, 21:25, 7:15  |
|            |                              |       |                         |                                   |
| 14.02.2006 | Urałoczka NTMK Jekaterynburg | 2:3   | Sirio Perugia           | 26:28, 25:17, 23:25, 25:23, 13:15 |
| 21.02.2006 | Urałoczka NTMK Jekaterynburg | 0:3   | Sirio Perugia           | 21:25, 19:25, 21:25               |

### Turniej finałowy
Cannes

#### Półfinały
| Data       | Drużyna 1     | Wynik | Drużyna 2               | Sety                              |
| ---------- | ------------- | ----- | ----------------------- | --------------------------------- |
| 18.03.2006 | RC Cannes     | 3:1   | Foppapedretti Bergamo   | 25:16, 25:20, 13:25, 25:23        |
| 18.03.2006 | Sirio Perugia | 3:2   | Günes Vakifbank Stambuł | 25:20, 22:25, 17:25, 25:17, 15: 9 |

#### Mecz o 3. miejsce
| Data       | Drużyna 1             | Wynik | Drużyna 2               | Sety                |
| ---------- | --------------------- | ----- | ----------------------- | ------------------- |
| 19.03.2006 | Foppapedretti Bergamo | 3:0   | Günes Vakifbank Stambuł | 25:19, 26:24, 25:20 |

#### Finał
| Data       | Drużyna 1     | Wynik | Drużyna 2 | Sety                       |
| ---------- | ------------- | ----- | --------- | -------------------------- |
| 19.03.2006 | Sirio Perugia | 3:1   | RC Cannes | 25:23, 25:20, 22:25, 25:20 |

## Klasyfikacja końcowa
| Miejsce | Drużyna                 |
| ------- | ----------------------- |
| złoto   | Pallavolo Sirio Perugia |
| srebro  | RC Cannes               |
| brąz    | Foppapedretti Bergamo   |
| 4.      | Günes Vakifbank Stambuł |